# Česká Skalice
Česká Skalice (en allemand : Böhmisch Skalitz) est une ville du district de Náchod, dans la région de Hradec Králové, en Tchéquie. Sa population s'élevait à 5 122 habitants en 2024.

## Géographie
Česká Skalice est baignée par le réservoir de Rozkoš (vodní nádrž Rozkoš) et se trouve à 9 km à l'ouest-sud-ouest de Náchod, à 26 km au nord-est de Hradec Králové et à 120 km à l'est-nord-est de Prague.
La commune est limitée par Vestec et Žernov au nord, par Studnice et Provodov-Šonov à l'est, par le réservoir de Rozkoš au sud-est, par Říkov au sud-ouest et par Velký Třebešov à l'ouest.

## Histoire
Une première mention écrite indirecte de la localité date de 1238.
La bataille de Skalitz opposa la Prusse et l'Autriche au cours de la guerre austro-prussienne, le 28 juin 1866. Le 8e corps autrichien sous les ordres de l'archiduc Léopold est attaqué et vaincu par le 5e corps d'armée prussien.

## Administration
La commune se compose de six sections :
- Česká Skalice
- Malá Skalice
- Ratibořice
- Spyta
- Zájezd
- Zlíč

## Galerie

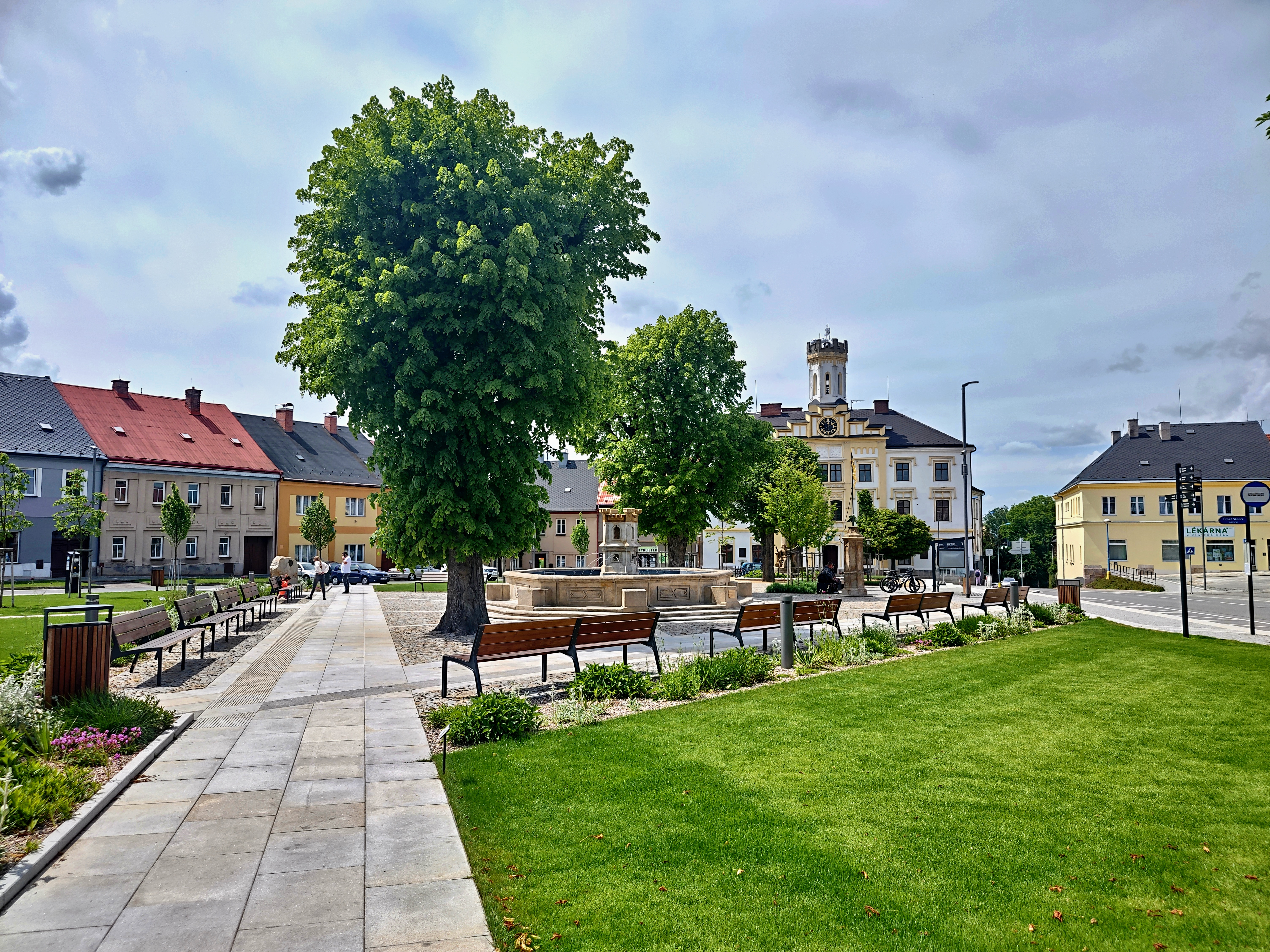
Česká Skalice) : place Jan Hus.
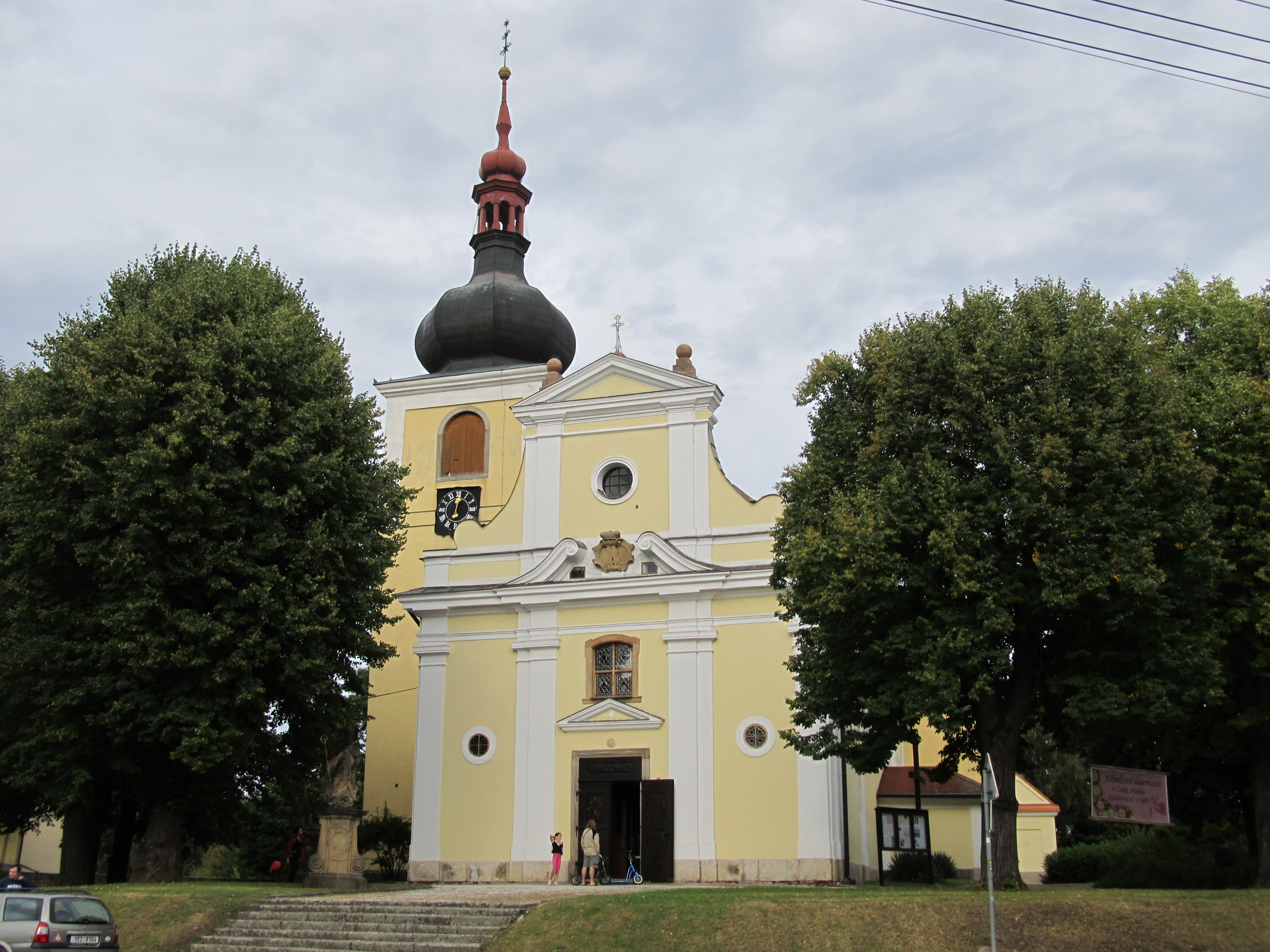
Église de l'Assomption de la Vierge Marie.

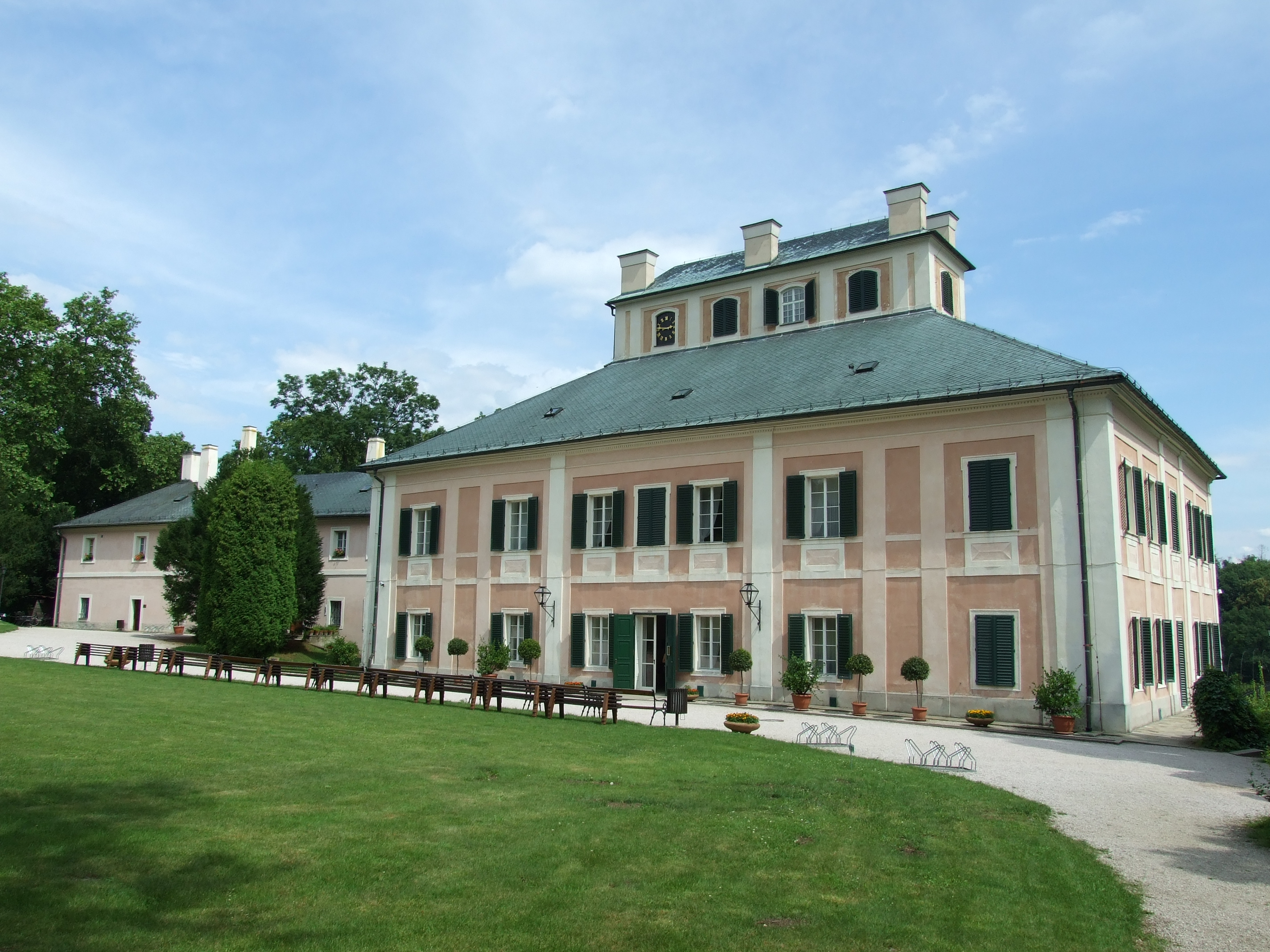
Château de Ratibořice.
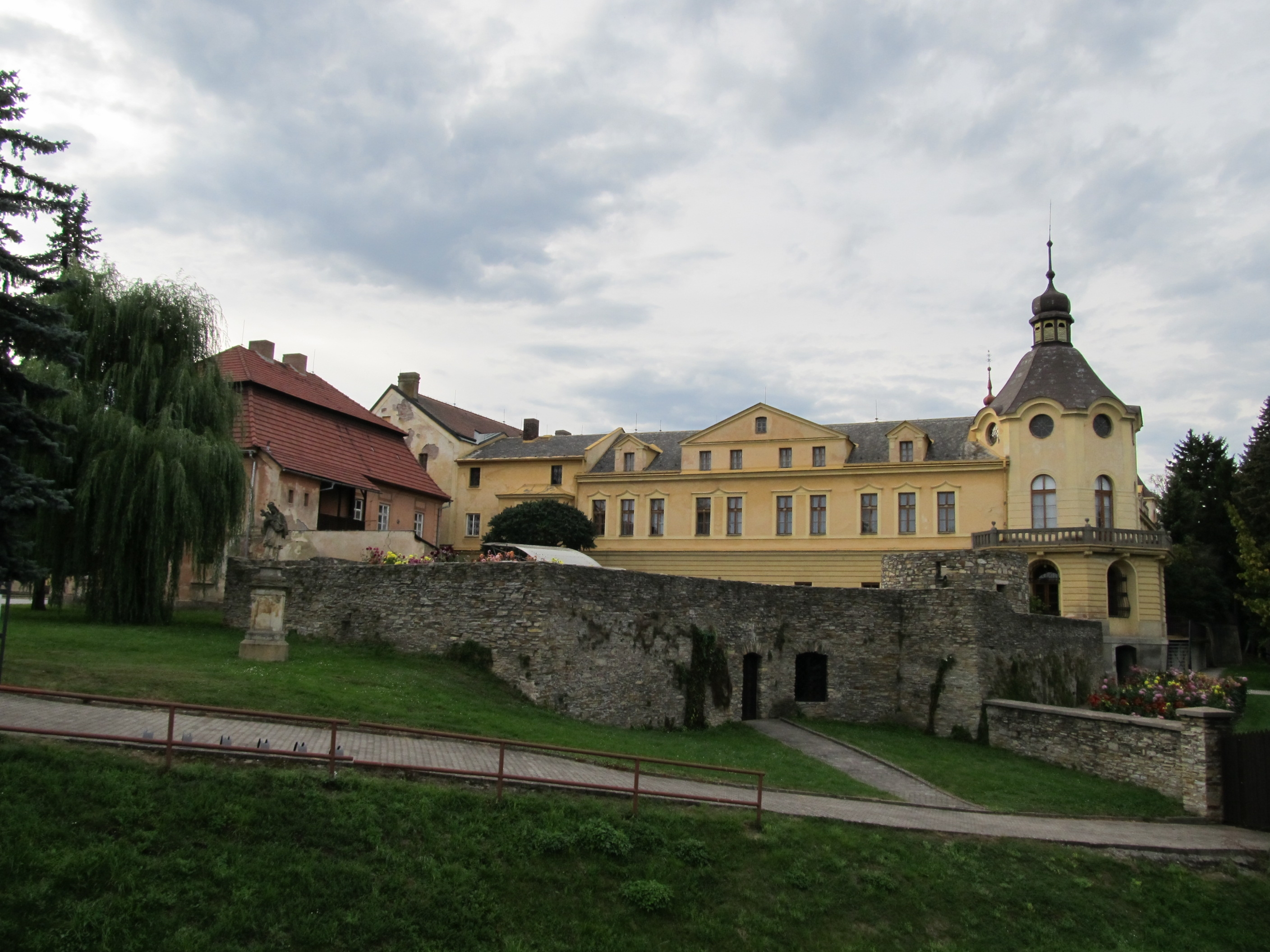
Ancien monastère.

## Transports
Par la route, Česká Skalice se trouve à 10 km de Náchod, à 31 km de Hradec Králové et à 148 km de Prague. 